# آمری ویل
شهر آمری ویل  در بخش بیشوفزوزل در ایالت تورگو در کشور سوئیس واقع شده‌است که ۱۱٬۲۰۰ نفر جمعیت دارد.